# Gould-kacérkolibri
A Gould-kacérkolibri (Lophornis gouldii) a madarak osztályának sarlósfecske-alakúak (Apodiformes) rendjébe és a kolibrifélék (Trochilidae) családjába tartozó faj.

## Rendszerezése
A fajt René Primevère Lesson francia ornitológus írta le 1833-ban, az Ornismya nembe Ornismya gouldii néven. Tudományos nevét John Gould angol ornitológus tiszteletére kapta.

## Előfordulása
Dél-Amerikában, Bolívia és Brazília területén honos. Természetes élőhelyei a szubtrópusi és trópusi síkvidéki esőerdők, száraz szavannák, valamint másodlagos erdők.

## Megjelenése
Testhossza 8 centiméter.

## Természetvédelmi helyzete
Az elterjedési területe még nagy, de az erdőirtások miatt csökken, egyedszáma ismeretlen, de gyorsan csökken. A Természetvédelmi Világszövetség Vörös listáján sebezhető fajként szerepel.